# Lycée Carnot (Paris)
Pour les articles homonymes, voir Lycée Carnot.
Le lycée Carnot est un établissement français d'enseignement secondaire et supérieur parisien.
Le lycée accueille un peu plus de deux mille élèves, en collège, lycée et classes préparatoires. Réputé pour son enseignement, le lycée Carnot a formé des personnalités ayant marqué leur temps : écrivains, peintres, musiciens, personnalités politiques, hauts fonctionnaires ou encore scientifiques.

## Situation et accès
Situé 145, boulevard Malesherbes à Paris, dans le 17e arrondissement, ce site est desservi par les stations de métro Wagram, Malesherbes et Monceau.

## Architecture
Cette section ne s'appuie pas, ou pas assez, sur des sources secondaires ou tertiaires indépendantes du sujet. Le texte peut contenir des analyses inexactes ou inédites de sources primaires.
Pour l'améliorer, ajoutez-en, ou placez des modèles {{Source secondaire souhaitée}} ou {{Source secondaire nécessaire}} sur les passages mal sourcés. (février 2025)

### Cour des sciences et cour Villiers
Le hall est flanqué côté Malesherbes de deux petites cours rectangulaires adjacentes. L'une est la cour d'honneur qui permet la sortie vers le boulevard Malesherbes. L'autre, dite « cour des sciences » ou autrefois « cour de chimie », n'a pas d'accès extérieur et abrite les salles-laboratoires de chimie ainsi que quelques grandes salles de classe.
Côté Villiers, le hall donne sur une grande cour polygonale plantée d'arbres qui contient un terrain de handball et un de basket-ball ainsi qu'un gymnase bâti sur pilotis. La cour comportait également deux entrées désormais désaffectées : une petite porte ouvrant sur la rue Cardinet pour l'entrée des petites classes, condamnée à la fermeture de l'école primaire en 1958, et un grand portail à l'angle de l'avenue de Villiers et de la rue Cardinet qui était l'entrée obligatoire des élèves (terminales et classes préparatoires exceptées) jusqu'à la fin des années 1980.

### Cour Roger-Bouvet (ou d'honneur)
En entrant dans le lycée, on trouve[style à revoir] la cour d'honneur, cloître verdoyant pour la salle des professeurs, la salle des conférences, le laboratoire de chimie et quelques logements de fonction. En son centre, le monument aux morts, œuvre de François Cogné (1876-1952). Pendant la Première Guerre mondiale, l'infirmerie est transformée en hôpital franco-belge. 341 noms de professeurs, fonctionnaires et anciens élèves y sont inscrits.

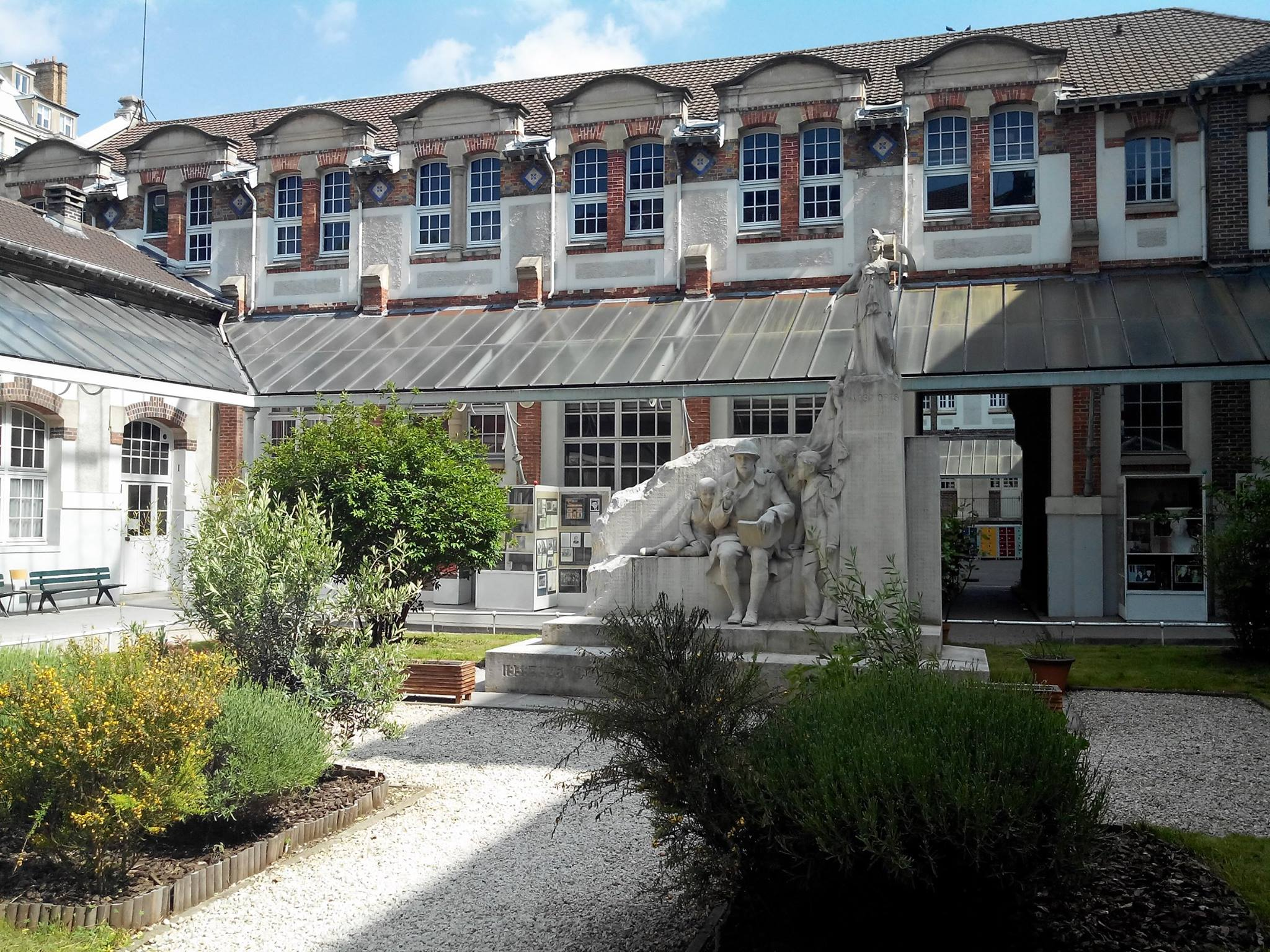
La cour d'honneur avec le monument aux morts du lycée.

Le monument est décrit en ces termes : 

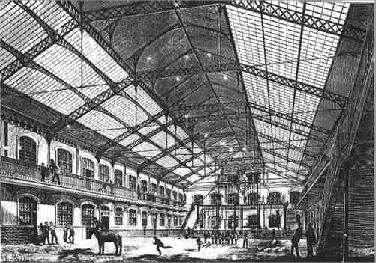
Le hall Eiffel du lycée Carnot en 1875 et de nos jours.

« Aux pieds de Pallas Athéné, le Poilu, hier encore élève au lycée, est assis. Dans ce cadre apaisant où le rappelle la nostalgie des jours heureux de son enfance, il est venu chercher l'oubli des souffrances endurées pour la défense du pays. Autour de lui se groupent les jeunes camarades auxquels son courage et son dévouement ont assuré l'avenir; l'arrachant à son rêve ils lui demandent de leur dire son sacrifice. Il y consent et pour eux il raconte la douloureuse et poignante épopée. Avec une attention passionnée, ils en suivent le récit, moins sur les lèvres que sur sa face angoissée. »

### Le hall Eiffel
Le cœur du bâtiment est un grand hall de 80 mètres sur 30 couvert d'une verrière monté sur une charpente en métal sur un projet de Gustave Eiffel, appelé successivement « hall Eiffel » et « hall Guy-Môquet », et surnommé « la Marquise ». Il sert de cour de récréation, de salle de sport mais aussi de salle de cérémonie pour les divers événements ponctuant l'année scolaire.
Les salles de cours sont en grande partie implantées autour dans des bâtiments de brique et pierre de taille de trois niveaux, au style classique. Les salles du rez-de-chaussée et du premier étage donnent sur le hall et l'extérieur du bâtiment, celles du second sur l'extérieur seulement.

## Historique

### L'École Monge 1869 à 1895
En 1860 le Paris du baron Haussmann annexe la banlieue située entre le mur des Fermiers généraux et l'enceinte de Thiers achevée en 1845. Le village de Monceau est alors intégré au XVIIe arrondissement du nouveau découpage de la municipalité. Il se compose principalement de cultures maraîchères et du parc de la Folie de Chartres. Le boulevard Malesherbes est percé en 1863, les frères Pereire y font construire de nouveaux immeubles et des familles de la haute société industrielle des hôtels particuliers.
En 1869, Aimé Godard (polytechnicien et ancien directeur du collège Sainte-Barbe), fonde une école laïque, baptisée « l'École Monge », en mémoire du mathématicien Gaspard Monge, fondateur de l'École polytechnique. C'est l'origine du lycée Carnot.
D'abord situé rue Chaptal, l'établissement est déplacé au début de la Troisième République sur un grand terrain boulevard Malesherbes, à son emplacement actuel. L'architecte Hector Degeorge et l'ingénieur Gustave Eiffel érigent la nouvelle École Monge entre 1875 et 1877. Elle est prévue pour accueillir 500 élèves (dont la moitié est interne).

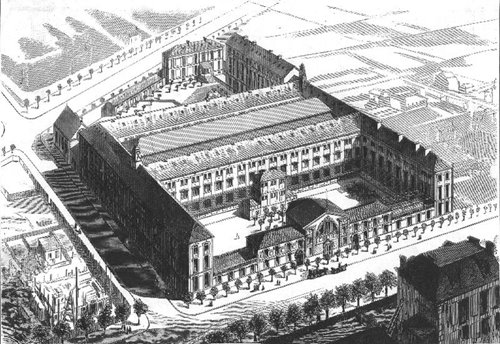
Gravure de l'école Monge, devenue par la suite le lycée Carnot.

Les principaux matériaux sont le fer et le verre, la pierre blanche et la brique, ainsi que la faïence. L'entrée principale est au milieu de la façade Malesherbes. Les véhicules hippomobiles entrent dans la cour en observant le sens giratoire et déposent leurs passagers à l'abri d'un auvent de verre, qui court le long du mur.
Au dernier étage se trouve alors l'internat. Il y a 10 dortoirs de 24 à 30 lits. Chaque pensionnaire possède une petite cellule avec un lit, un tabouret, un bureau, une lampe et un miroir. Les toilettes et robinets sont dans une partie centrale. Un bain tous les 15 jours et un lavage des pieds deux fois par semaine minimum est exigé.
Aux sous-sols, une salle de gymnastique, où enseigne durant quelques années Pierre de Coubertin, ainsi qu'une salle d'escrime. Les élèves assistent tous les jours à une demi-heure d'éducation physique. et le réfectoire, avec sa cuisine et réserve réfrigérée.[Quoi ?]
En 1883, un prototype de cuvette avec sa lunette est repéré par la Revue d’hygiène et de police sanitaire. Elle sera le modèle à reproduire.
Lors de l'inauguration, Le Monde Illustré décrit l'école Monge comme « révolutionnaire ». Pour le Paris-Parisien elle représente alors « le dernier mot du progrès comme installation et pédagogie ». Sa pédagogie ouverte, inspirée du Saint-simonisme du proviseur Aimé Godart, est en avance pour l'époque.

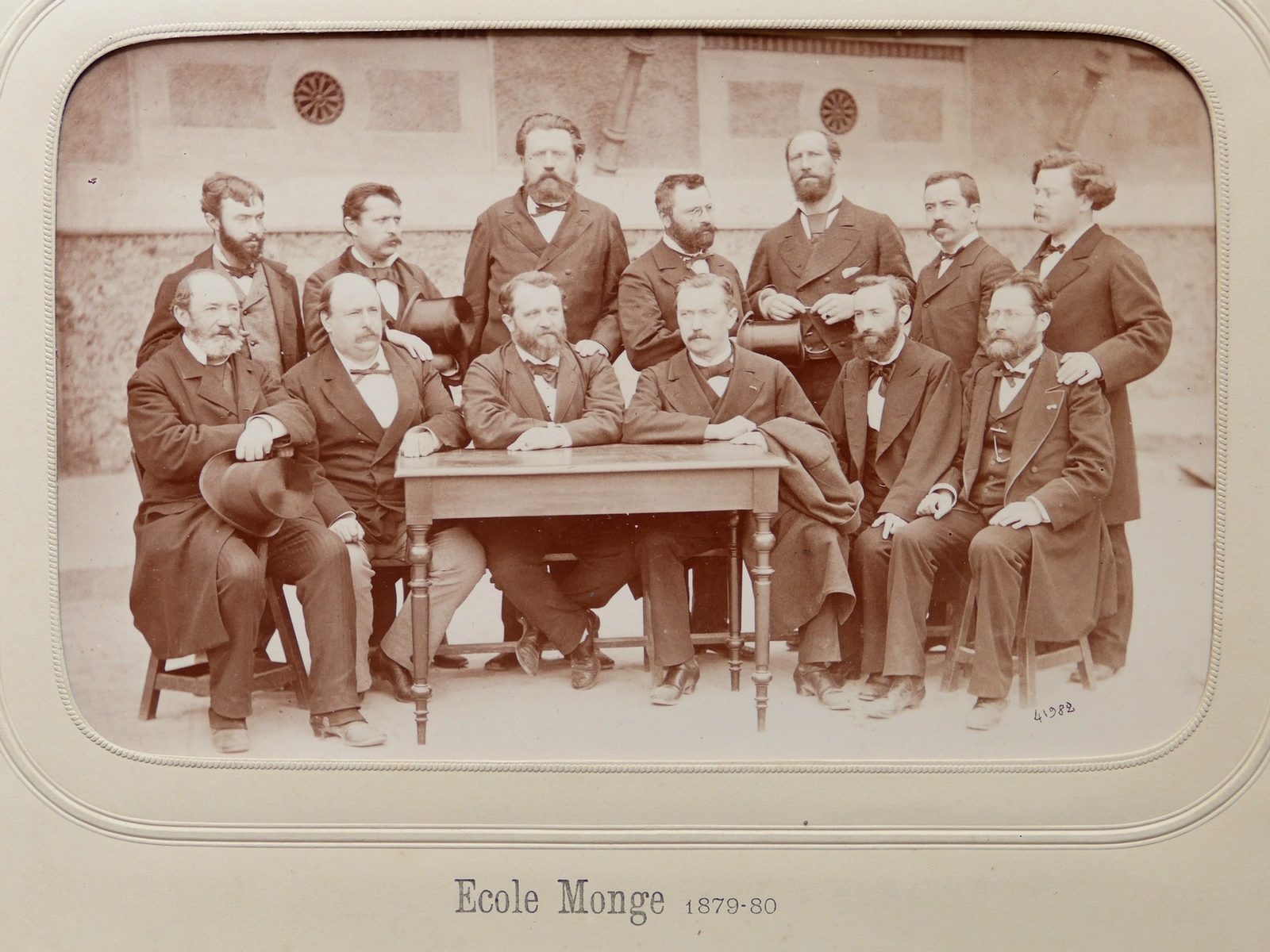
1879, les enseignants et le directeur Aimé Godard (à la table à droite).
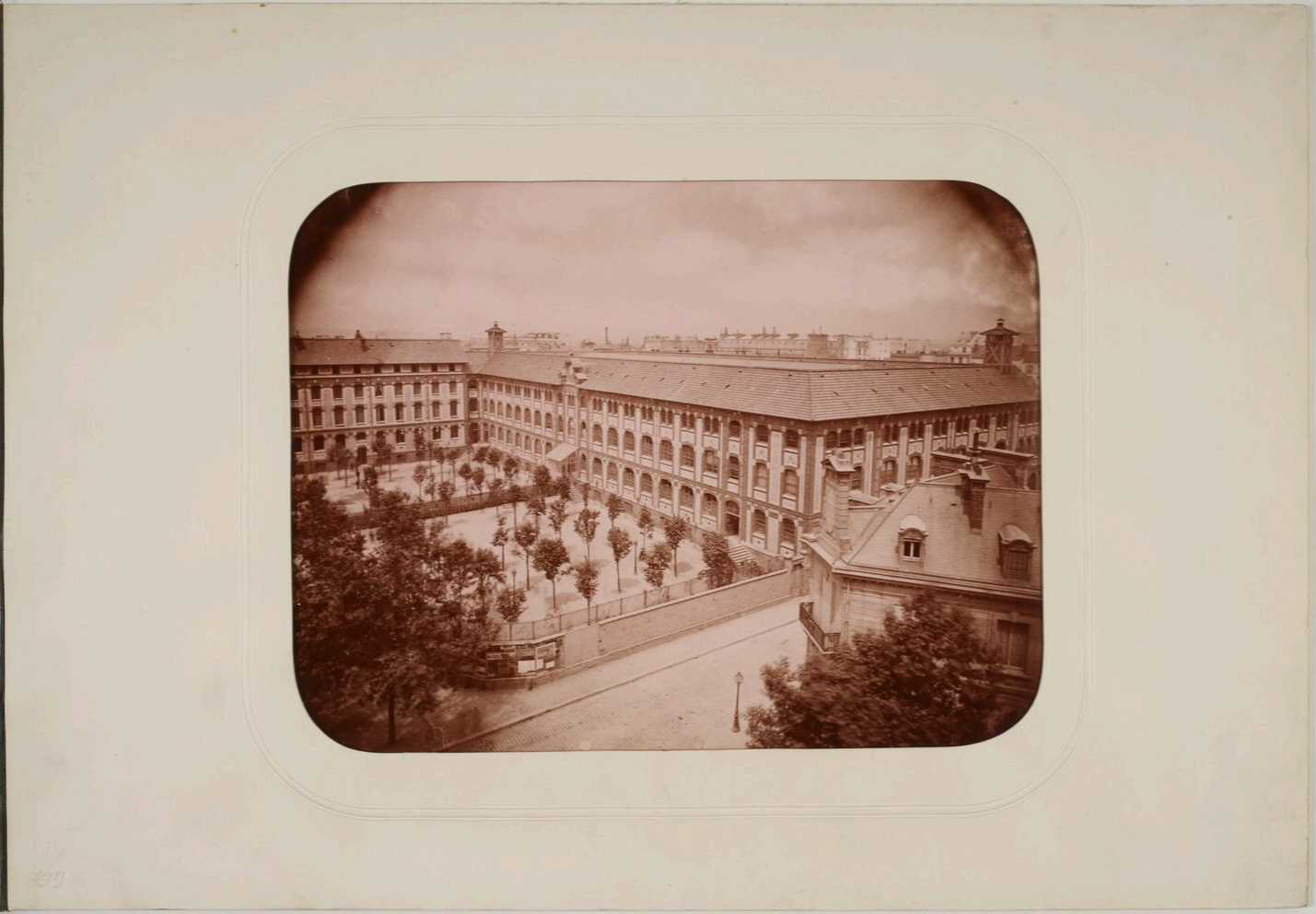
Photographie prise en 1890 : on peut distinguer la cour ainsi que le bâtiment principal.
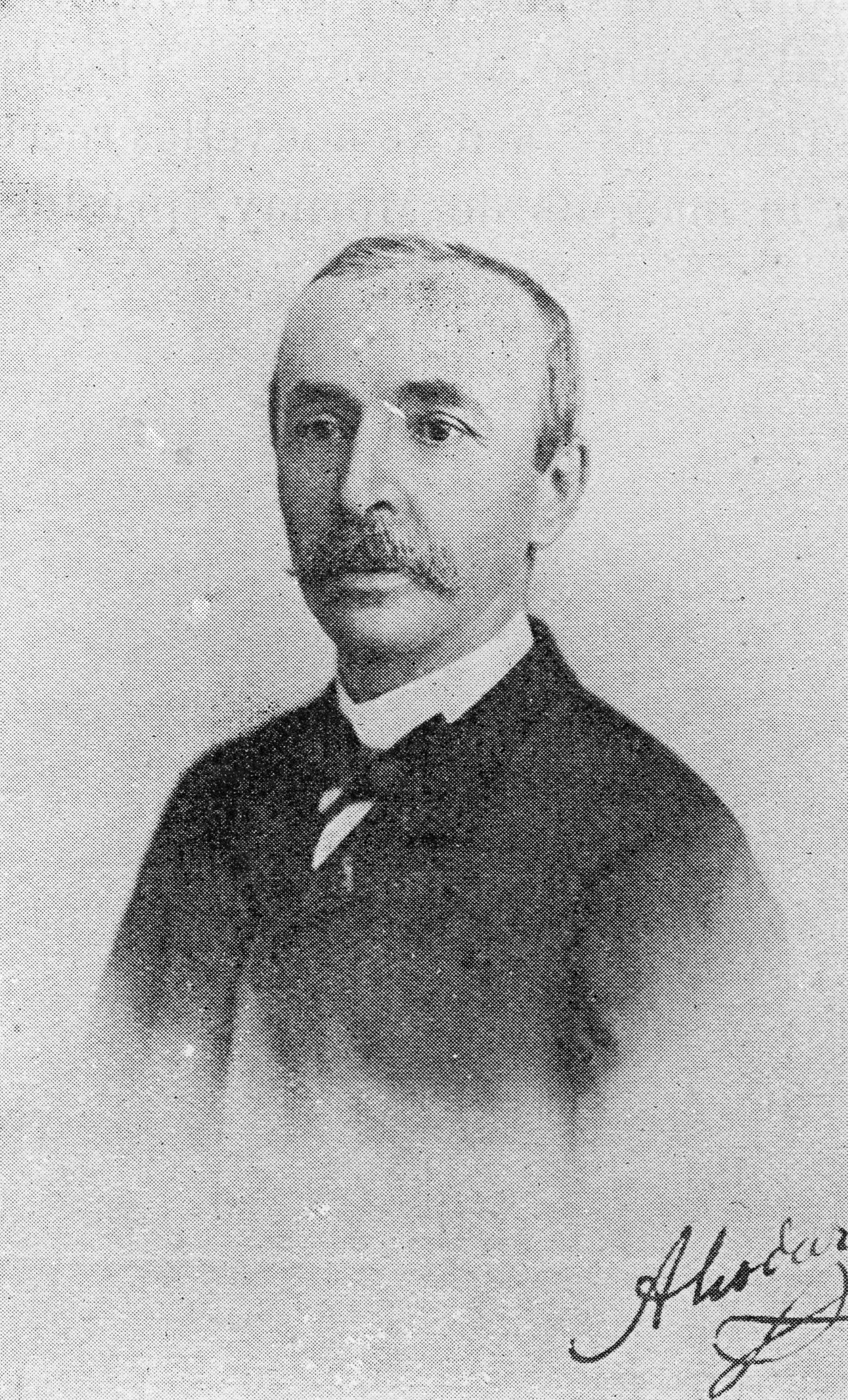
Aimé Godard, fondateur et directeur de l’École Monge.

### Le lycée Carnot 1895 à 1945
L'École Monge reste une école privée réservée aux familles très aisées. Or, dès 1892, le lycée Janson-de-Sailly lui fait concurrence en proposant un enseignement à moindre coût. L'établissement de l'avenue de Villiers est mis en difficulté financière, sauvé temporairement par l'intervention des actionnaires et des parents influents auprès du gouvernement. Le 29 décembre 1894, le parlement vote le rachat de l'école pour 4 millions 750 000 francs (12 millions d'euros,). Cette même année, le 25 juin 1894, est assassiné le président de la république, Sadi Carnot. En son hommage, mais aussi en l'hommage de son grand-père, général de la Révolution Lazare Carnot, et de son oncle Nicolas Léonard Sadi Carnot, fondateur de la thermodynamique, son nom est donné au lycée.

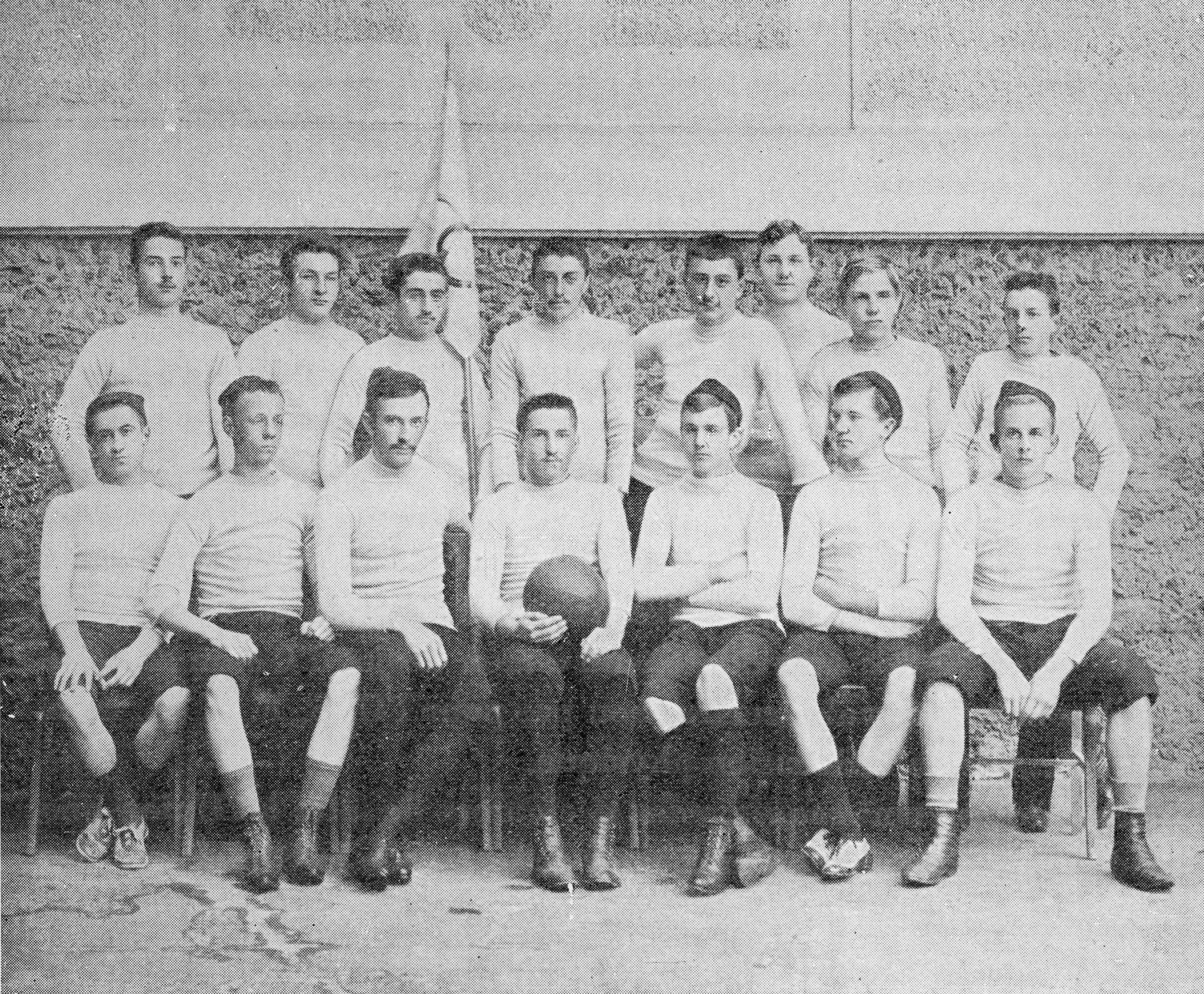
L'équipe de football de l'Association athlétique de l’École Monge, en 1909.

Mona Ozouf mentionne « une extrême droite qui trouvait bon de "cracher" en passant devant le lycée Carnot »[Quand ?]. Dans ses Mémoires, Pierre Vidal-Naquet indique qu'il fut, d'octobre 1944 à juillet 1947, élève au lycée Carnot « devant lequel [son] ami Pierre Chaunu ne peut se retenir de cracher parce qu'il porte le nom d'un membre du grand Comité de Salut public ».
M. Frétillier, venu du lycée Voltaire, est nommé proviseur le 1er janvier 1895. On y compte alors les classes primaires, payantes malgré les lois Ferry de 1881-1882. Dès l'âge de 8 ans, les « carnotins » y apprennent une langue étrangère. Il y a aussi des classes secondaires classiques et modernes, et des classes préparatoires à partir de 1901. Les classes préparatoires à l'école des Hautes Études Commerciales sont créées en 1920. À l'époque, les locaux d'HEC sont situés presque en face du lycée Carnot, boulevard Malesherbes.
L'architecture de l'établissement évolue. L'entrée principale est bouchée et reportée à droite de la façade Malesherbes. Dans l'ancienne cour des calèches est bâtie la galerie de physique. Dans les anciennes écuries est aménagée la salle des professeurs.
Lors de la Seconde Guerre mondiale 96 anciens, soldats ou résistants disparaissent. La cour d'honneur est renommée en mémoire du professeur de lettres Roger Bouvet, né en 1898, arrêté pour fait de résistance le 5 mars 1944 et mort en déportation.

### Le lycée Carnot aujourd'hui
Le lycée Carnot comprend une partie collège et une partie lycée. Il existe également des classes préparatoires aux grandes écoles, en sections économique et commerciales ainsi qu'en sciences (PCSI la première année et PC la seconde année).

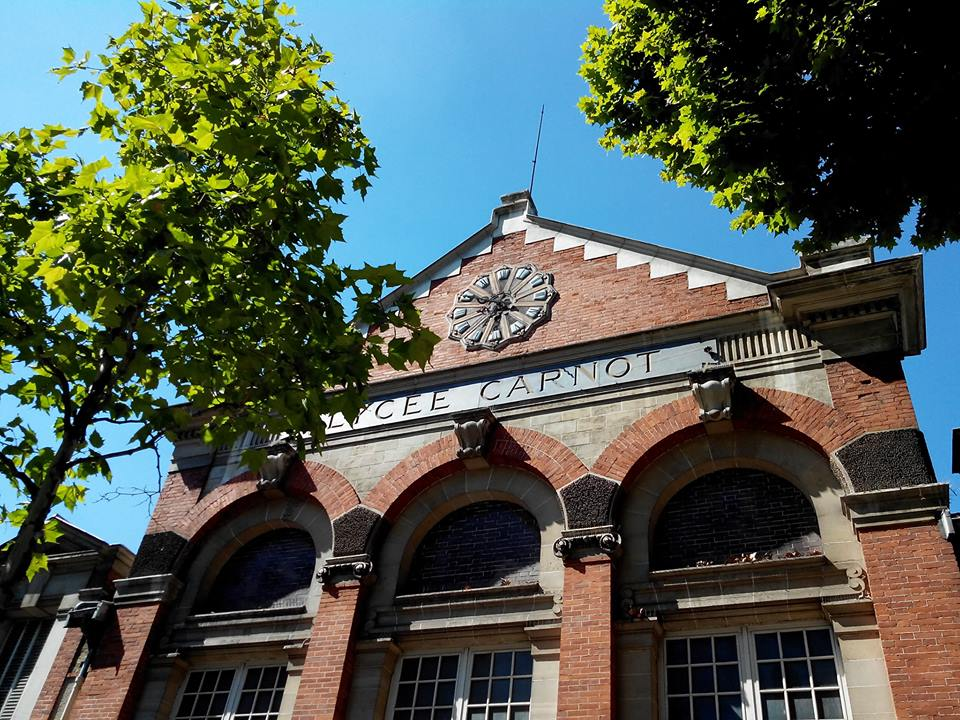
Facade du lycée.

L'école primaire disparaît en 1958. De 630 élèves en 1895, le lycée atteint 1 003 en 1903, puis 1 887 en 1938 et dépasse les 2 000 élèves dans les années 1970 (2 130 en 1992) avant de se stabiliser au chiffre actuel d'environ 2 400. La mixité du lycée sera progressivement effective à partir de 1974.
Le 17 septembre 1982, un attentat à la bombe contre la voiture d'un fonctionnaire du consulat d'Israël, au 68 rue Cardinet, en face du lycée, blesse 51 personnes, dont cinq grièvement. Parmi les blessés, on compte quarante-sept lycéens. L'explosion cause des dégâts modérés aux locaux de l'établissement. Les cours ne sont interrompus que quelques jours, mais la cour dite « de chimie » reste fermée pendant les travaux de réhabilitation qui durent plusieurs mois. L'attentat est revendiqué par les Fractions armées révolutionnaires libanaises dans un contexte de terrorisme antisémite et anti-israélien sur le sol français, en écho à la guerre du Liban.
Carnot est le premier lycée français à avoir opté pour un blog dans le cadre des relations entre l'administration, les élèves et les parents d'élèves, dès octobre 2008. La première association de parents d’élèves de l’enseignement public y fut créée en 1906.[réf. nécessaire]

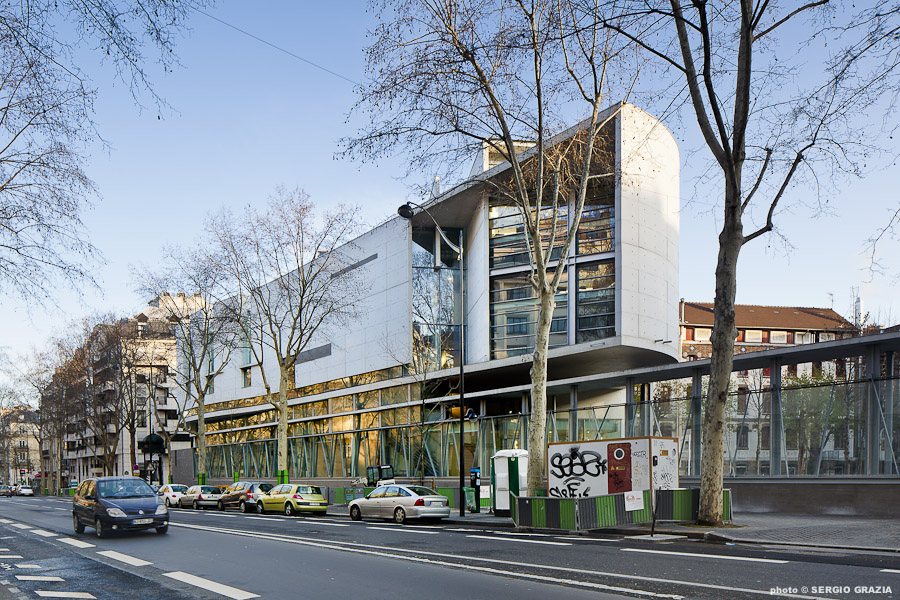
Nouveau bâtiment du lycée Carnot.

La rénovation s'est achevée en 2012, principalement sur les bâtiments de l'avenue de Villiers après avoir été en travaux depuis 2009, sur le projet des architectes Richard & Schoeller. Leur projet crée un bâtiment aligné sur le gabarit de l'ancienne chapelle, aux formes étranges et douces. Il accueille le gymnase et les classes préparatoires aux grandes écoles et leur foyer, ainsi que la nouvelle bibliothèque du lycée.
Les élèves du collège, du lycée et des CPGE participent à la vie de leur établissement à travers de nombreux projets. Des collectes sont régulièrement organisées au profit d'associations et organisations à but non-lucratives. Le CVC (Conseil pour la vie collégienne), le CVL (Conseil des délégués pour la vie lycéenne) et le BDE (Bureau des étudiants) jouent un rôle important, proposent et portent les idées des élèves. Chaque élève peut voter et se présenter à l'instance qui le concerne au début de l'année scolaire. 
Grâce à son foyer socio-éducatif, le lycée dispose également d'un atelier MATh.en.JEANS, permettant l'initiation à la recherche scientifique à des collégiens et lycéens volontaires. L'atelier est actuellement dirigé par Ariane Martin.

### Classement du lycée
En 2015, le lycée se classe 31e sur 109 au niveau départemental quant à la qualité d'enseignement, et 289e au niveau national. Le classement s'établit sur trois critères : le taux de réussite au bac, la proportion d'élèves de première qui obtient le baccalauréat en ayant fait les deux dernières années de leur scolarité dans l'établissement, et la « valeur ajoutée » (calculée à partir de l'origine sociale des élèves, de leur âge et de leurs résultats au diplôme national du brevet).

### Classements des CPGE
Le classement national des classes préparatoires aux grandes écoles (CPGE) se fait en fonction du taux d'admission des élèves dans les grandes écoles.
Le magazine L'Étudiant donne une moyenne d'admission sur cinq ans en 2020 :
| Filière | Élèves admis*  | Taux d'admission* | Taux moyen sur 5 ans |
| --- | -------------- | ----------------- | -------------------- |
| ECE* | 48 / 75 élèves | 64 %              | 62.8 %               |
| ECS* | 58 / 80 élèves | 72.5 %            | 68.7 %               |
| PC / PC* | 0 / 34 élèves  | 0 %               | 0 %                  |
| Source : Classement 2020 des prépas - L'Étudiant (moyenne sur 5 ans). * le taux d'admission dépend des grandes écoles retenues par l'étude. |                |                   |                      |

Le Figaro Étudiant classe les classes préparatoires du lycée Carnot au rang de 25e en 2020 pour les trois meilleures écoles de commerce (HEC, ESSEC et ESCP Business School).

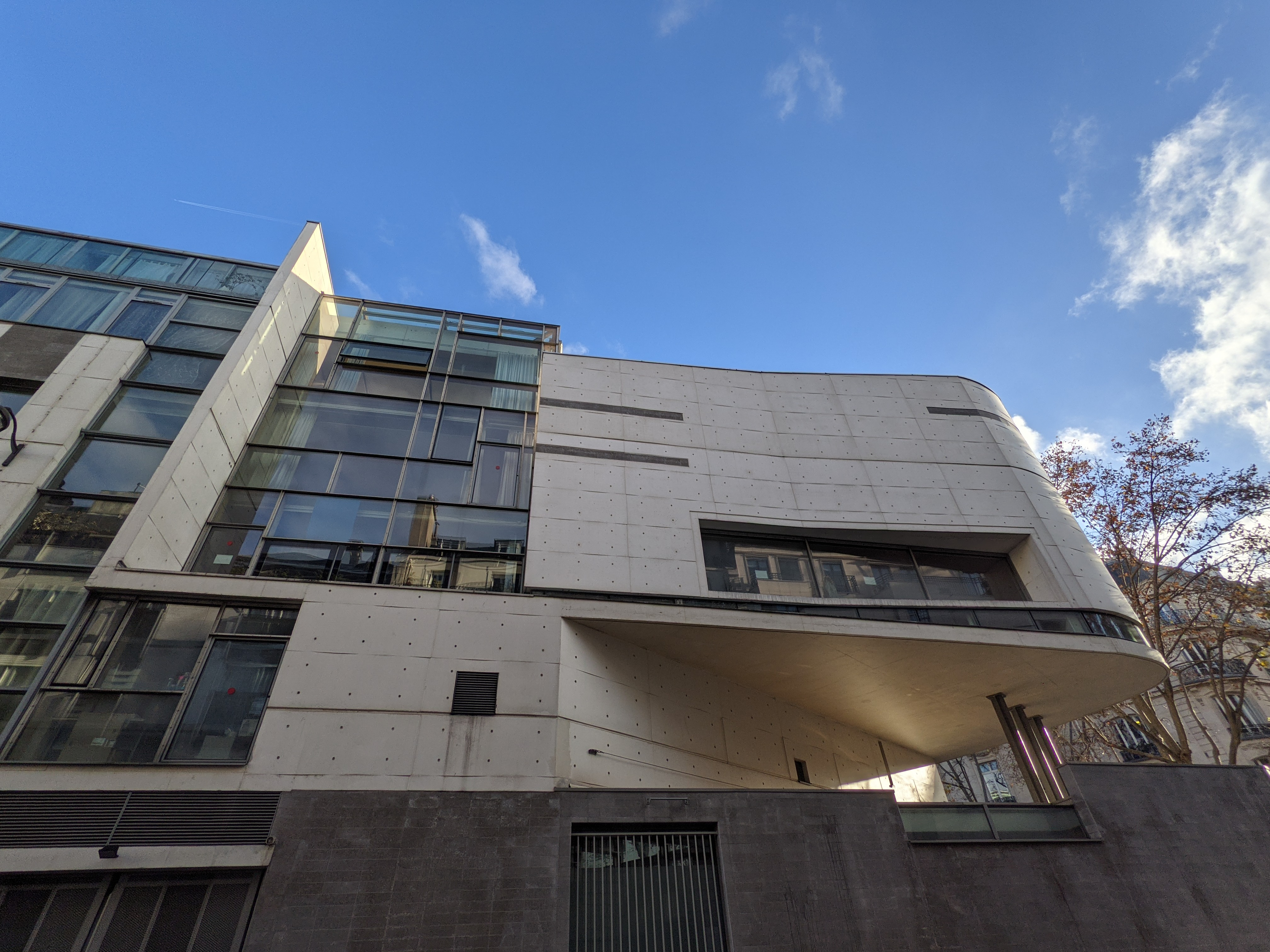

## Utilisation pour le cinéma et la mode
Le lycée a servi de lieu de tournage à certaines scènes de films, en particulier :
- Le voyageur imprudent, téléfilm de Pierre Tchernia (1982) d'après le roman éponyme de René Barjavel : hall Eiffel, amphithéâtre de physique-chimie, cour de chimie.
- Métisse, premier film de Mathieu Kassovitz (1993) : hall Eiffel.
- Monceau, une plaine de légende : le lycée apparaît dans l'émission Des racines et des ailes du 5 décembre 2012 (France 3).
- Miraculous : Les Aventures de Ladybug et Chat Noir (2015) : le collège, dénommé Françoise-Dupont, est inspiré du lycée Carnot[21], dans cette série télévisée d'animation franco-coréo-japonaise créée par Thomas Astruc.

Le lycée a également accueilli de nombreux défilés de mode, en particulier :
- défilé Mugler, collection automne-hiver 2024-2025
- défilé Acne Studios, collection automne-hiver 2023-2024[22]
- défilé Kenzo, collection printemps-été 2023[23]
- défilé Off-White™, collection automne-hiver 2021-2022[24]
- défilé Issey Miyake, collection automne-hiver 2019-2020[25]
- défilé Lacoste, collection automne-hiver 2018-2019[26]
- défilé Paul Smith, collection printemps-été 2018[27]
- défilé John Galliano, collection printemps-été 2017[28]
- défilé Alexander McQueen, collection printemps-été 2016[29]
- défilé Chloé, collection printemps-été 2014[30]
- défilé Givenchy, collection printemps-été 2013[31]
- défilé Kenzo, collection printemps-été 2011[32]

## Direction du lycée
| Nom                                         | Entrée en fonction | Cessation de fonctions |
| ------------------------------------------- | ------------------ | ---------------------- |
| M. Aimé Godard                              | 1869               | 1895                   |
| M. Frétillier                               | 1895               | 1909                   |
| Informations manquantes 1966 monsieur Pépin | 1909               | 19??                   |
| M. Alfred Wetzel (censeur)                  | 1940               | 1948                   |
| M. Fontanel                                 | 197?               | 1981                   |
| M. Roger Bensoussan                         | 1981               | 1991                   |
| M. Bernard Majou                            | 1991               | 1998                   |
| M. Jean-Louis Nicolini                      | 1998               | 2008                   |
| M. Philippe Guittet                         | 2008               | 2014                   |
| M. Jean-Claude Devaux                       | 2014               | 2022                   |
| M. Philippe Beuchot                         | 2022               | -                      |

## Personnalités liées au lycée

### Anciens élèves
| - Résistants de la Seconde Guerre mondiale - Roger Bouvet (1898-1944) agrégé des lettres, résistant, arrêté le 5 mars 1944, torturé, mort en déportation ; - Georges Deleuze, ancien de Corniche. Résistant, déporté et mort en camp de concentration ; - Guy Môquet (1924-1941), fusillé à Châteaubriant, il avait 17 ans ; - Bernard Normier (1927-1944), fusillé sans jugement en septembre 1944 ; - Jean et Michel Reberteau, engagés comme médecins dans la résistance, arrêtés en août 1944 et fusillés en forêt de Lisle-Adam (95). - Gilles de Souza (1922-1944) résistant, abattu dans un champ ; - Jean Stetten-Bernard (1913-2008) : il crée en région lyonnaise un atelier de fabrication de faux papiers au service des résistants, des Juifs et des réfractaires au STO ; jusqu'à la Libération, il en aura produit plus de 100 000. | - Musiciens, compositeurs, chanteurs - Pascal Amoyel - Jean-Louis Aubert - Louis Bertignac - Michel Berger - François de Roubaix - Thomas Bangalter, membre fondateur du groupe Daft Punk - Guy-Manuel de Homem-Christo, membre fondateur du groupe Daft Punk - Écrivains, lecteurs, philosophes, historiens, éditeurs : - Louis Aragon - Jean Bardet - Vincent Bardet - Philippe Collas - Gilles Deleuze - Dimitri Kitsikis - Hugues Lethierry - Christian Laval - Gabriel Marcel - Jean Massin - Pierre Nora - René Rémond - Amanda Sthers - Jean-Pierre Vernant - Guy Zilberstein - Jacques Halbronn - Personnalités politiques : - Jacques Chirac, 22e président de la République française (1995-2007) - Dominique Strauss-Kahn, ancien directeur général du FMI (2007-2011) - Michel Clemenceau - Pascal Lamy, ancien directeur général de l'OMC (2005-2013) - Maurice Couve de Murville - Nathalie Loiseau, ministre chargée des Affaires européennes - Roger Goetze, haut fonctionnaire des finances - Guy Môquet - Joseph Rovan - Frédéric Saint-Geours - Benjamin Lancar, président des jeunes populaires (UMP) - Dominique Baudis | - Scientifiques : - Jean Hamburger, professeur de médecine - François Jacob, prix Nobel de physiologie ou médecine (1965, avec André Lwoff et Jacques Monod) - Henri Laborit - Alain Lortat-Jacob, professeur de médecine - Edwin Milgrom - Jean-Pierre Petit, spécialiste en mécanique des fluides, physique des plasmas, magnétohydrodynamique et en physique théorique - Serge Haroche, spécialiste en physique quantique (prix Nobel de physique 2012) - Personnalités du monde des arts, du spectacle et de la communication - Sabine Azéma - Jean-Jacques Beineix - Stéphane Bern - Robert Besnard (1881-1914) (École Monge) - Jérôme Bonnell - Philippe Bouvard - Bernard Buffet - Philippe de Chauveron - Pierre Desproges - Henri Farge (1884-1970), artiste peintre - Patrice Gélinet - Francis Huster - Marin Karmitz - Thierry Lajoie - Philippe Louis-Dreyfus - Francis Picabia - Jean Reno - Anne Roumanoff - Clément Sibony - Patrick Timsit - Pierre-Benoist Varoclier - Jacques Weber - Sportifs: - Lucien Gaudin (1886-1934), escrimeur, quatre fois champion olympique. - Georges Chavez (1887-1910), la première personne doit survoler les Alpes. |

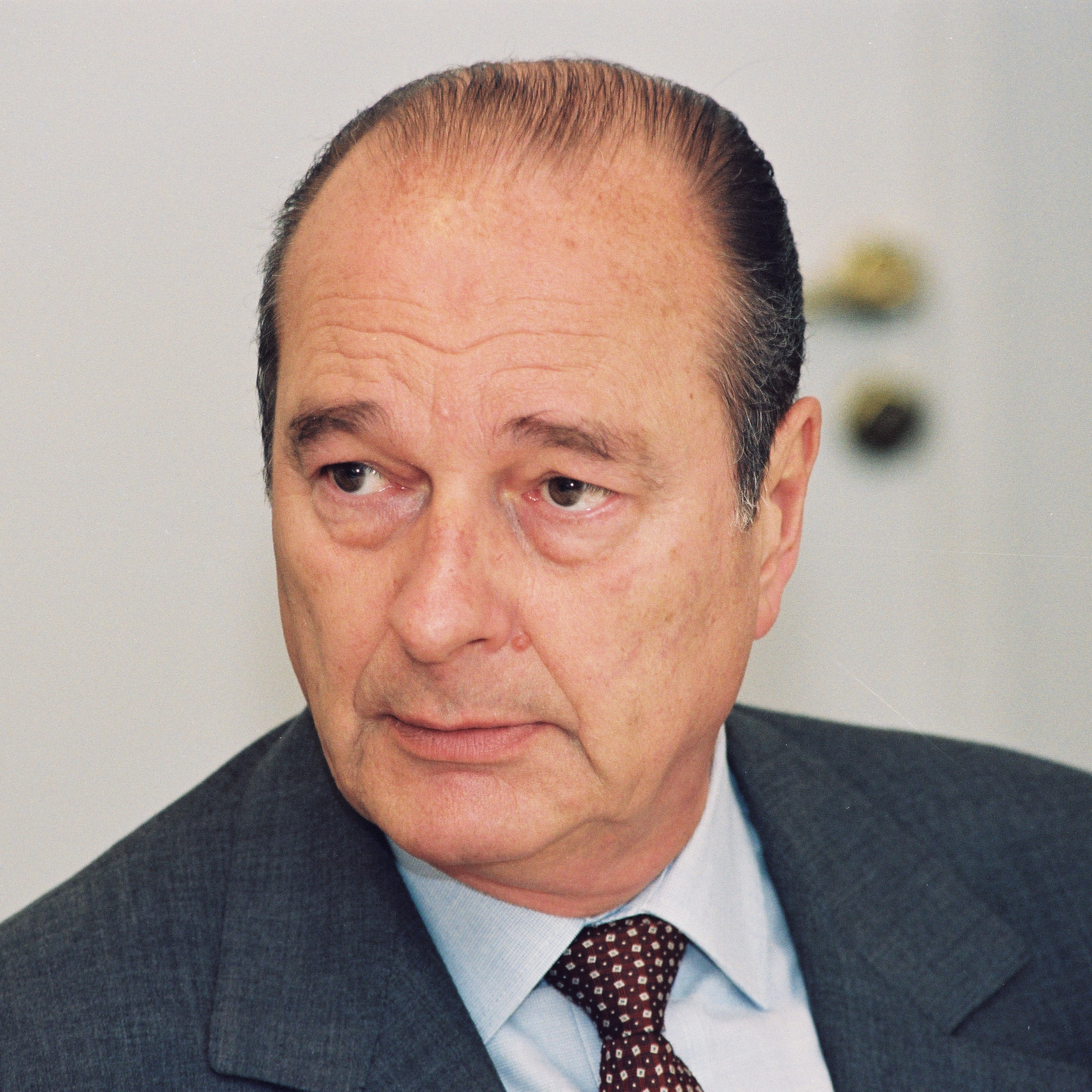
Jacques Chirac, 22e président de la République française.
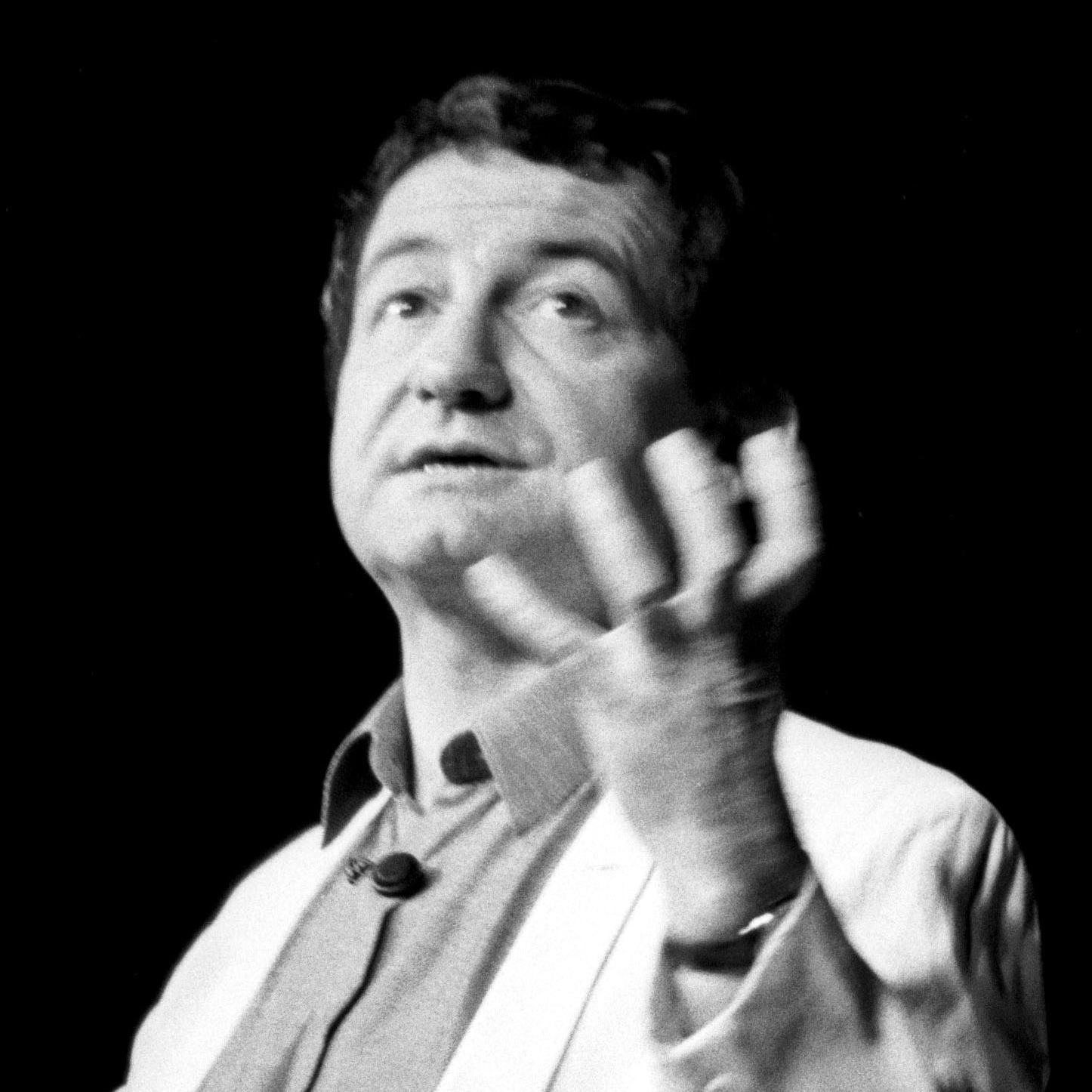
Pierre Desproges, humoriste français.
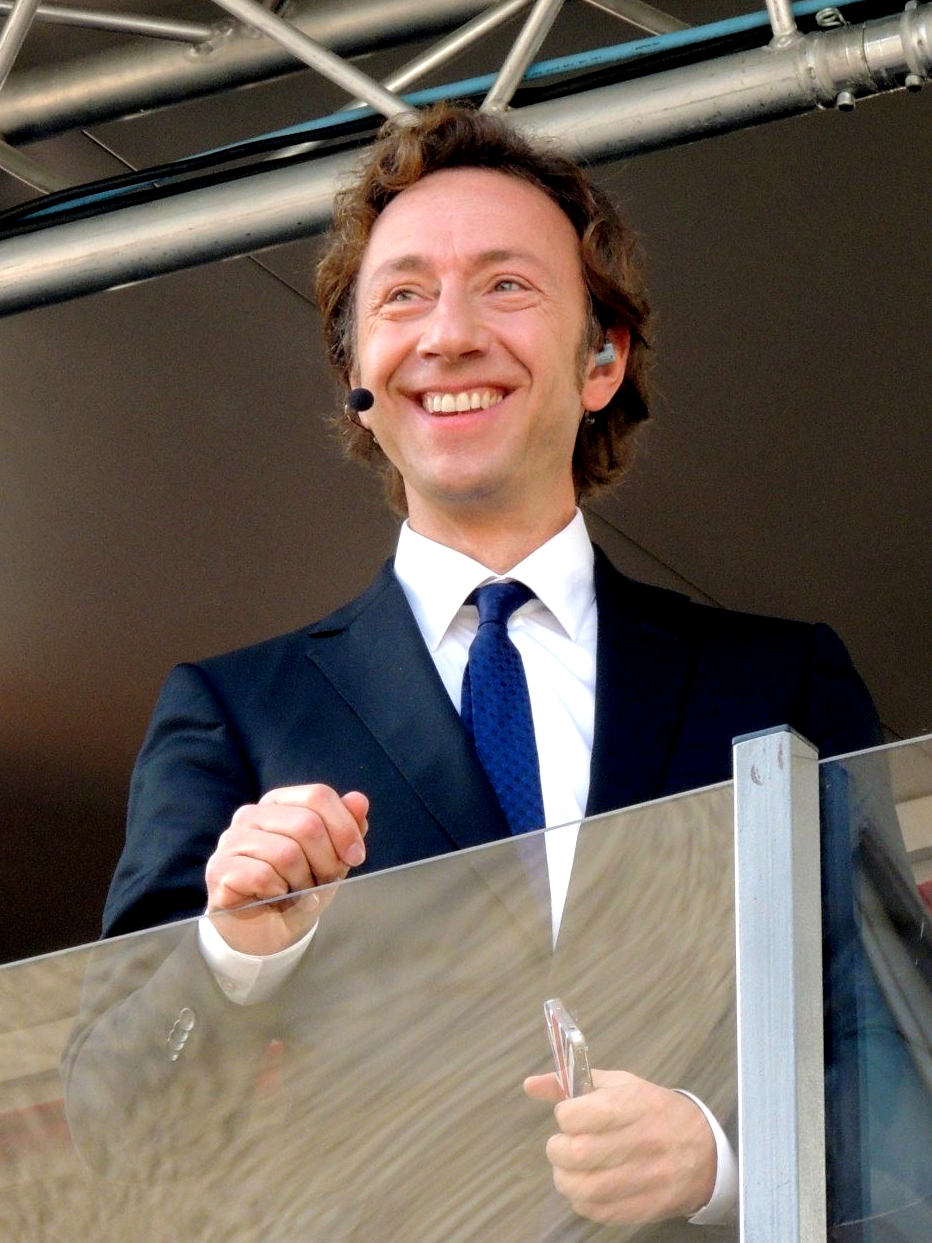
Stéphane Bern, animateur de télé et de radio.
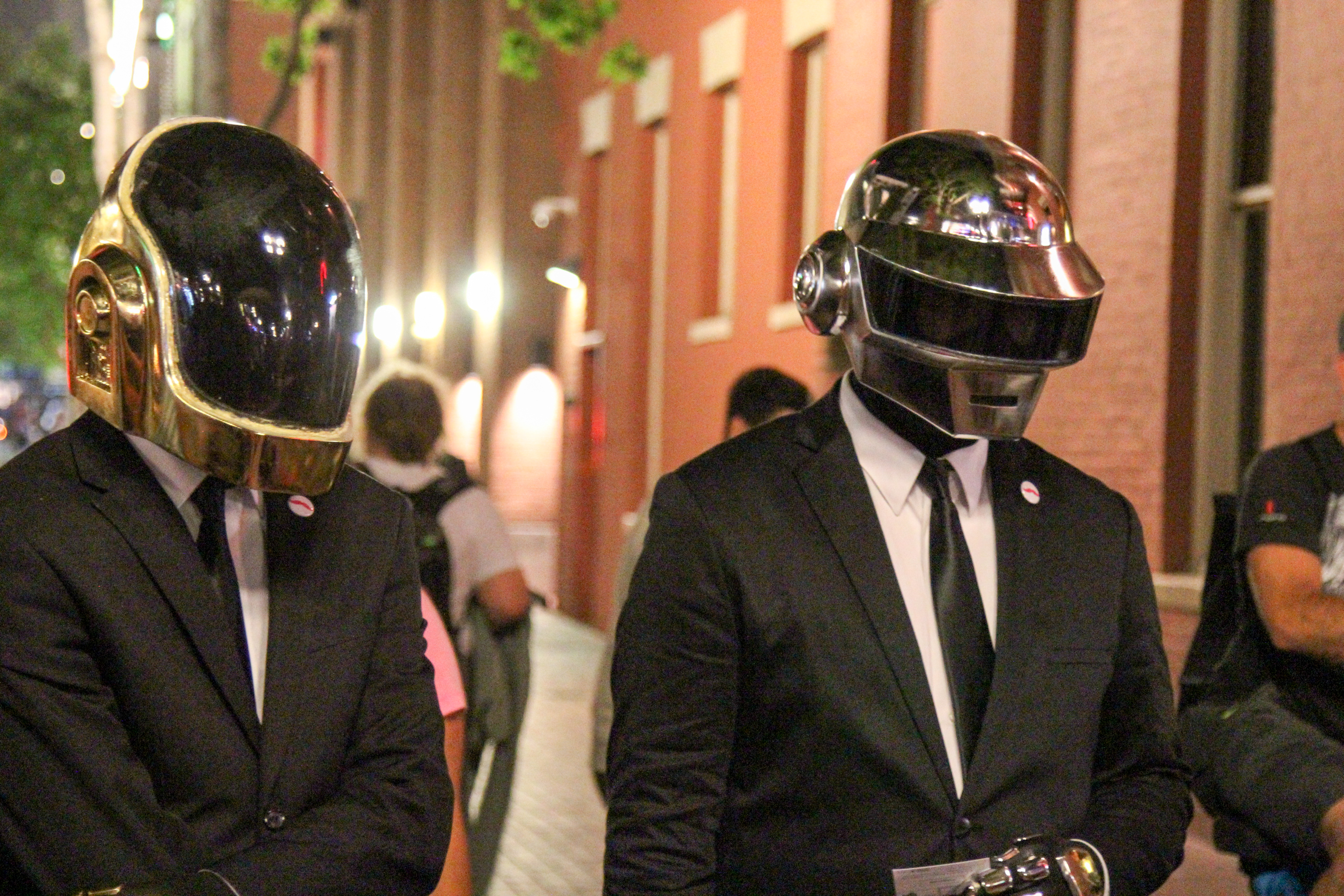
Le duo français Daft Punk se rencontre au lycée Carnot en 1987.

### Anciens professeurs
| Nom                   | Matière         |
| --------------------- | --------------- |
| Sylviane Agacinski    | Philosophie     |
| Raphaël Barquissau    | Histoire        |
| Jean Le Gac           | Arts plastiques |
| Jacques Marseille     | Histoire        |
| Maurice Merleau-Ponty | Philosophie     |
| Jean Maugüe           | Philosophie     |
| Pierre de Coubertin   | Gymnastique     |
| Gilles Sandier        | Français        |